# Grupa Scandiului
Grupa 3 este prima grupă a metalelor tranziționale din cadrul tabelului periodic. Această grupă este asemănătoare cu elementele clasificate drept pământuri rare. Cercetătorii din domeniu au convenit că această grupă este constituită din elementele scandiu (Sc), ytriu (Y), lutețiu (Lu) si lawrenciu (Lr). Grupa este de asemenea numită "grupa Scandiului" sau "familia Scandiului", fiind numită după cel mai ușor element al grupei.